# Euparyphus elegans
Euparyphus elegans är en tvåvingeart som först beskrevs av Christian Rudolph Wilhelm Wiedemann 1830.  Euparyphus elegans ingår i släktet Euparyphus och familjen vapenflugor. Inga underarter finns listade i Catalogue of Life.